# Seelennebel
Der Seelennebel (auch Sharpless 2-199 oder LBN 667) ist ein Emissionsnebel im Sternbild der Kassiopeia.

## Aufbau
Mehrere kleine offene Sternhaufen sind in diesem Nebel eingebettet: Cr 34, Cr 632 und Cr 634 im Kopf und IC 1848 im Rumpf. Das Objekt ist allgemein auch unter der Bezeichnung des letzteren Sternhaufens IC 1848 bekannt.
Der kleine Emissionsnebel IC 1871 ist gleich links oben am Kopf des Seelennebels zu finden, weitere kleine Emissionsnebel wie IC 669 und IC 670 liegen leicht unterhalb.
Der Komplex östlich davon ist sein Nachbar IC 1805 der sogenannte Herznebel. Beide werden oft zusammen Herz- und Seelennebel genannt.
Zwischen dem Herz- und dem Seelennebel befinden sich leicht südlich einerseits die elliptische Riesengalaxie Maffei 1 andererseits die Spiralgalaxie Maffei 2.

## Sternentstehung
Das W5 ist eine Radioquelle innerhalb des Nebels, der einen scheinbaren Durchmesser am Himmel von 4 Vollmonden einnimmt und sich in Entfernung von etwa 7500 Lichtjahren von unserem Sonnensystem im Perseus-Arm der Milchstraße im Sternbild der Kassiopeia befindet.
Wie in anderen Sternentstehungsgebieten auch, wie beispielsweise im Orionnebel oder im Carinanebel, existieren auch im W5 riesige Hohlräume, erschaffen durch Strahlung und Sternwinde der größten Sterne in dieser Region.
Entsprechend der Theorie der getriggerten Sternentstehung, wird das Gas am Rand dieser Hohlräume komprimiert, wodurch eine Kette aufeinanderfolgender Entstehungen neuer Sterne im Nebel ausgelöst wird.
Die Bilder des Spitzer Space Telescope liefern die bis jetzt besten Bestätigungen für die Theorie. Die Astrophysiker, die diese Bilder untersuchten, konnten zeigen, dass je weiter sich die Schockfront vom Zentrum entfernt, dort immer wieder neue junge Sterne entstehen, ältere Sterne dementsprechend näher am Zentrum liegen, jüngere weiter außen.

## Bilder

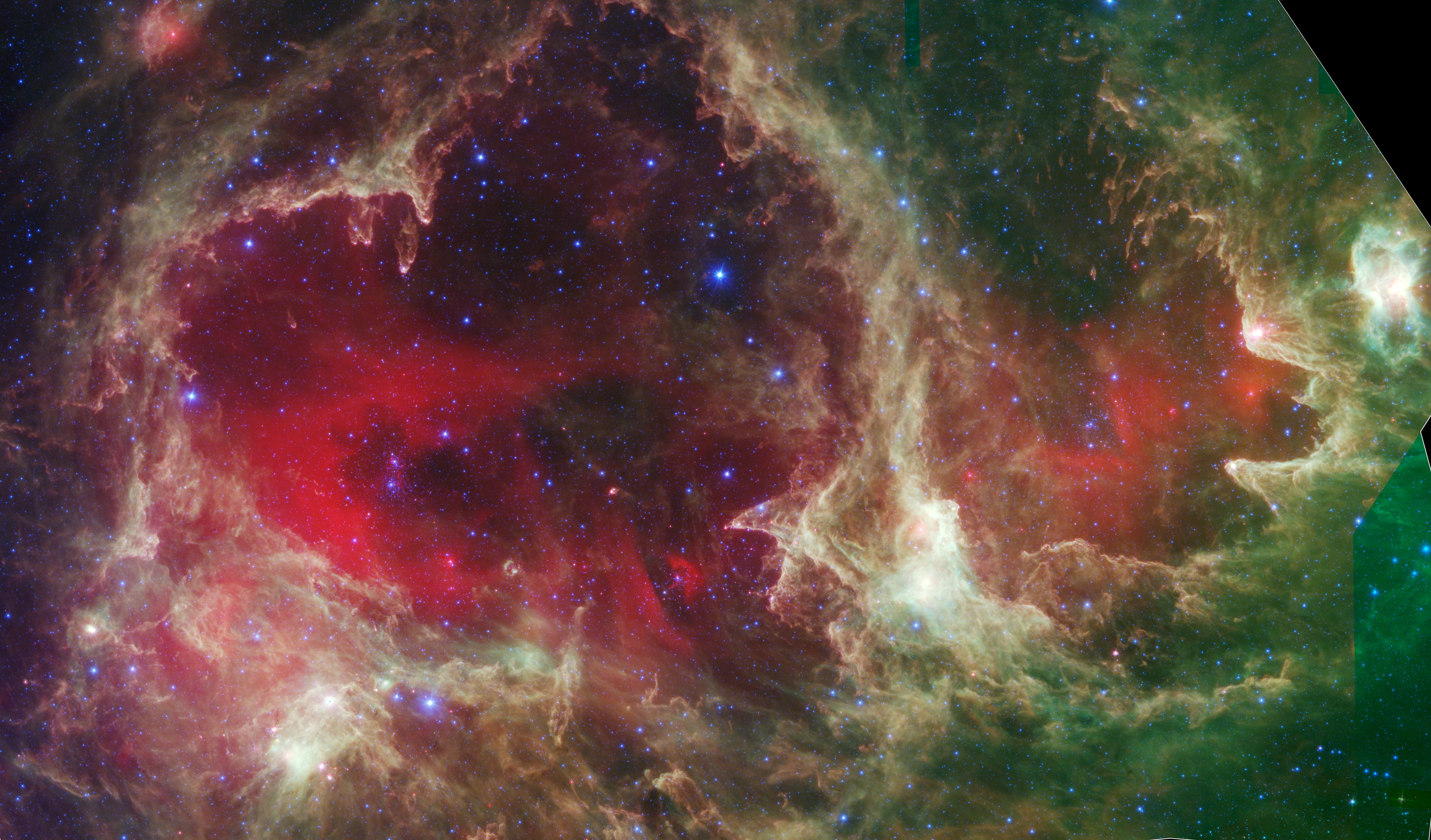
Generationen von Sternen können auf diesem Infrarotbild des Spitzer Space Telescope der NASA ausgemacht werden.
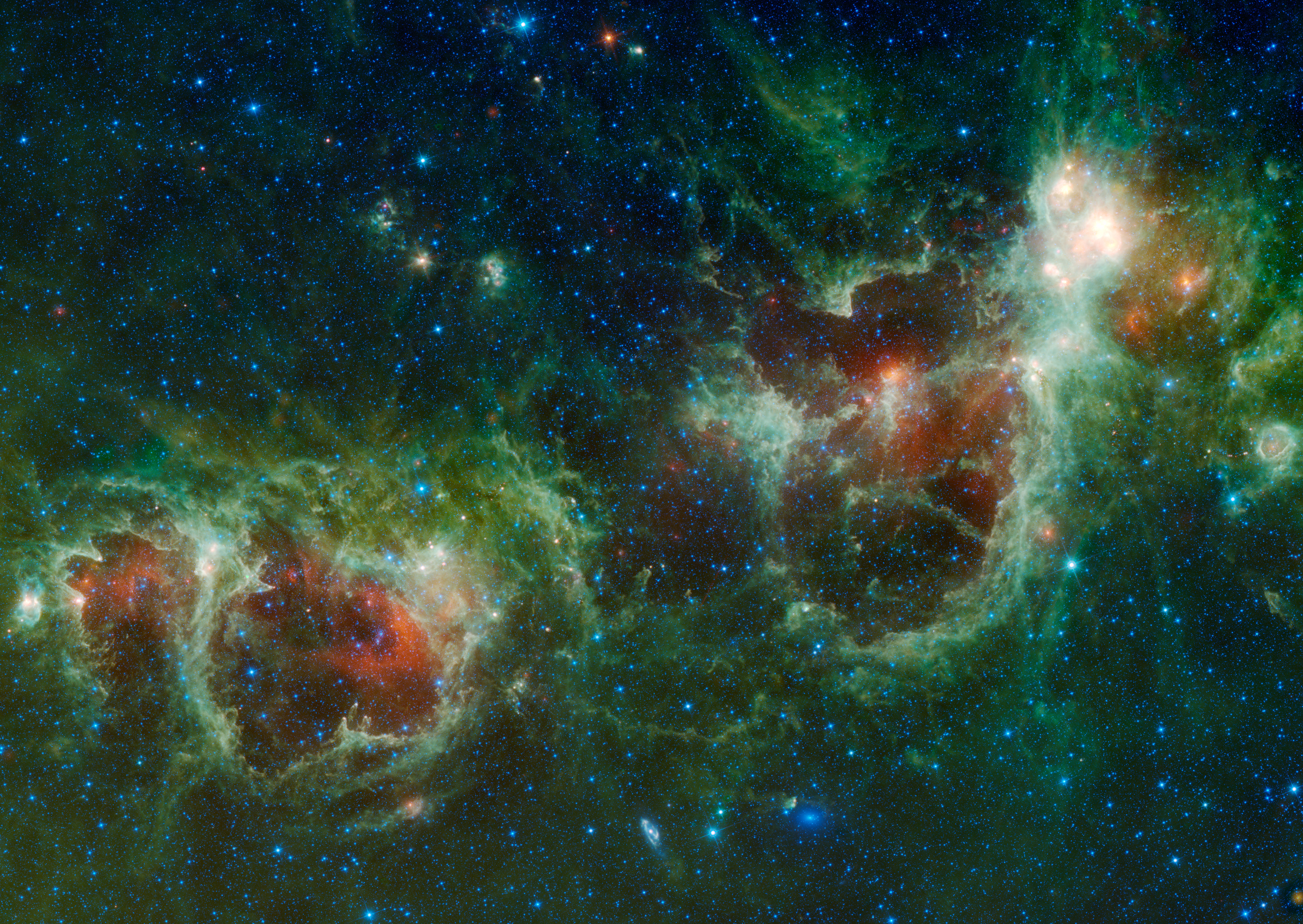
Die Herz- und Seelennebel, aufgenommen durch das WISE Teleskop im Infrarot.
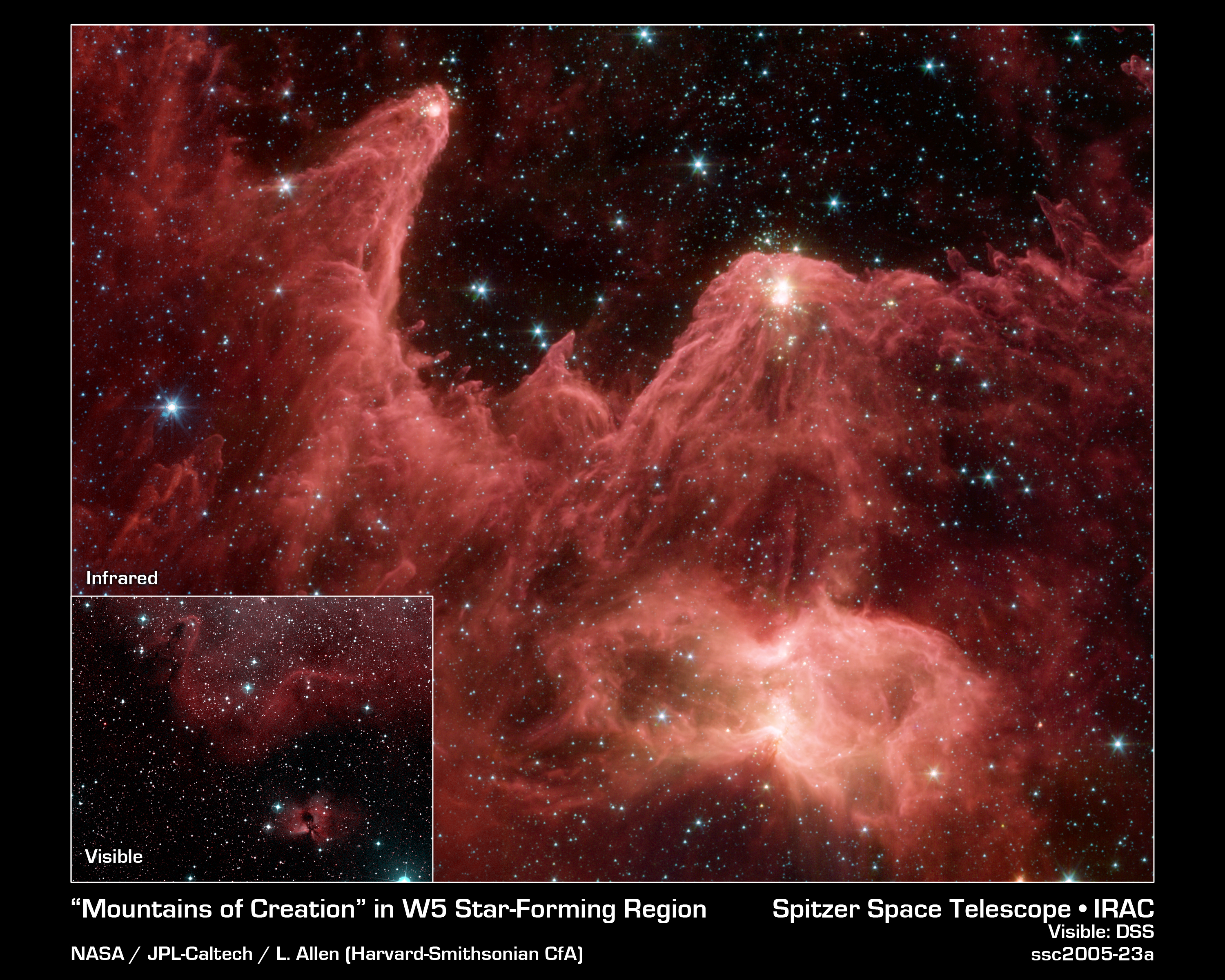
Das W5-Sternentstehungsgebiet, ebenfalls vom Spitzer Space Telescope aufgenommen.
- W5, ein stellarer Hochofen.

## Weiteres
- Liste der IC-Objekte
- Infrarotastronomie
- Radioastronomie
- Spitzer-Weltraumteleskop
- Herschel-Weltraumteleskop